# Nongso-dong, Jeongeup
Nongso-dong (koreanska: 농소동) är en stadsdel i staden Jeongeup i provinsen Norra Jeolla i den sydvästra delen av  Sydkorea, 220 km söder om huvudstaden Seoul.